# Betische Kordillere
Die Betische Kordillere (spanisch Cordilleras Béticas oder Sistema Penibético; im Deutschen auch „Andalusisches Faltengebirge“) ist ein Gebirgszug, der sich im Süden Spaniens von der Bucht von Cádiz über 600 km nach Nordosten bis weit über Andalusien hinaus in die Region Valencia erstreckt.

## Landschaft und Gliederung
Zentrum der Betischen Kordillere ist die Sierra Nevada mit dem 3482 m hohen Gipfel des Mulhacén, der höchsten Erhebung der Iberischen Halbinsel. Das westlichste größere Bergland, das zur Betischen Kordillere gehört, ist die Sierra de Grazalema. Östlich davon liegen das Bergland von Ronda (Serranía de Ronda) mit der Sierra de las Nieves sowie die Sierras Subbéticas, das Bergland von Antequera mit den beeindruckendsten Karsterscheinungen Andalusiens, die Sierra Tejada und die Sierra de Almijara. Eine Reihe weiterer Gebirge folgen östlich der Sierra Nevada: die Sierra de Baza, die Sierra de Alhamilla, die Sierra de los Filabres mit dem Calar-Alto-Observatorium, die Sierra María, die Sierras de Cazorla, Segura y Las Villas und die Sierra de Castril.

## Geologie
Die Betische Kordillere entstand während der alpidischen Phase der Gebirgsbildung, in der auch Pyrenäen, Alpen, Karpaten, Apennin, Kaukasus und Himalaya entstanden. Im Südwesten findet die Betische Kordillere ihre Fortsetzung über die Straße von Gibraltar hinweg im marokkanischen Rifgebirge, nach Nordosten stellen die Balearen ihre Verlängerung dar.
Die Betische Kordillere setzt sich überwiegend aus Material zusammen, das im Mesozoikum als Sediment in der Tethys entstand. Die Tethys trennte das damalige Europa von Afrika, so wie heute das Mittelmeer. Aufgrund dieser marinen Herkunft ist das Gestein kalk- und fossilienreich. Daneben muss es auch submarinen Vulkanismus gegeben haben, wie am Vorkommen des basischen Vulkangesteins Peridotit in einigen Sektoren, beispielsweise der Sierra Bermeja, zu erkennen ist.
Geologisch wird die Betische Kordillere in die im Süden liegende „Innenzone“, deren Gesteine aus dem Paläozoikum und der Trias stammen, und die nördlich davon liegende „Außenzone“, in denen paläozoisches Gestein fehlt, eingeteilt.
Die „Innenzone“ besteht aus drei Einheiten. Ihr Kern ist die über 100 km lange, überwiegend aus metamorphem Glimmerschiefer bestehende Kuppel der Sierra Nevada (Nevado-Filabriden). Sie gilt als autochthon, blieb also bei der Gebirgsbildung am Ort ihres Entstehens. Darüber finden sich die beiden anderen Komplexe, zwei Deckenstapel, die ortsfremd (allochthon) entstanden sind und erst durch horizontale Verfrachtungen hierher gelangt sind. Ihre tieferen Einheiten (Alpujarriden) bestehen aus mehr oder weniger metamorphen Gesteinen aus der Trias, die darüber liegenden Malagiden bestehen aus nichtmetamorphen paläozoischen Gesteinen.
Die „Außenzone“ wird in das Subbetikum, das sich von Jaén bis zum Golf von Cádiz erstreckt, und das Präbetikum, das sich von Jaén ostwärts ausdehnt, eingeteilt. Die Gesteine des Subbetikums entstanden im Zeitraum Trias bis einschließlich Oligozän, vorherrschend sind aber Kalke aus dem Jura und der Kreide. Die Gesteine des Präbetikums haben eine kontinentalere Entstehungsgeschichte, aber auch hier herrschen Kalke vor.

## Bilder

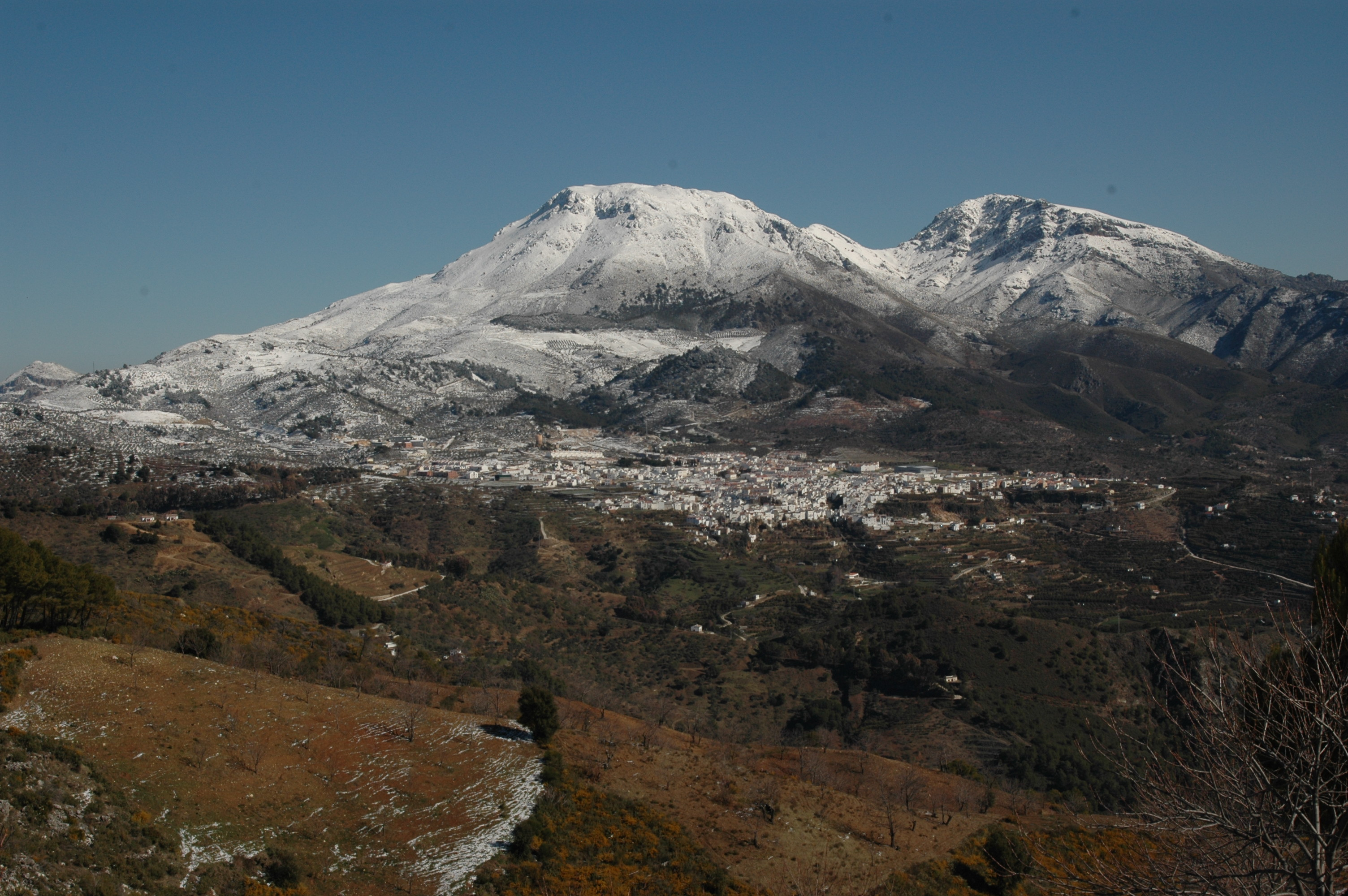
Sierra de las Nieves
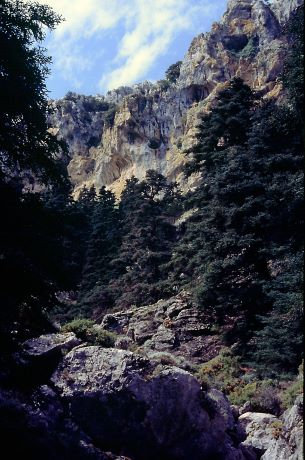
Schlucht, Betische Kordillere
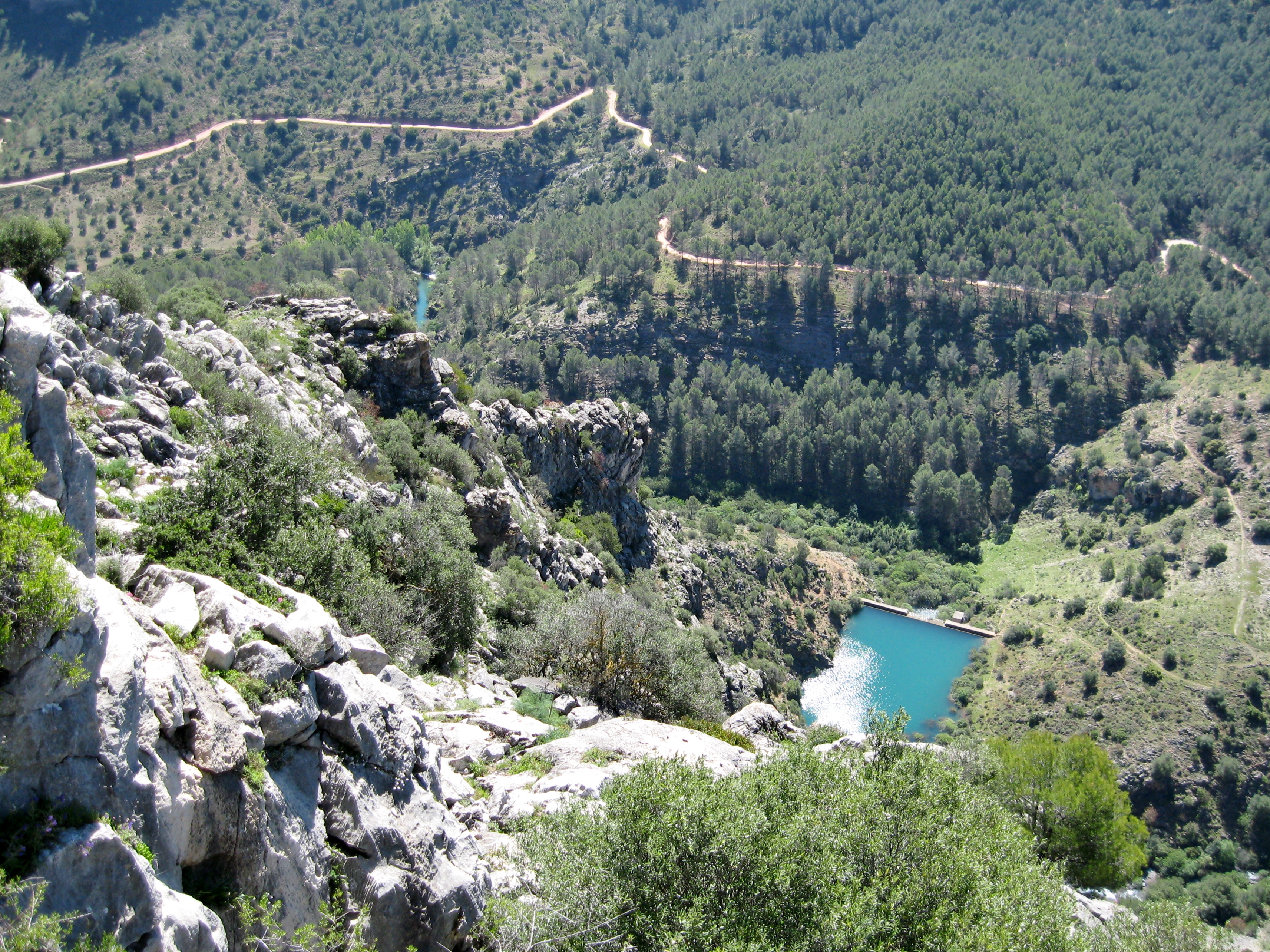
Stausee am Rio del Burgo
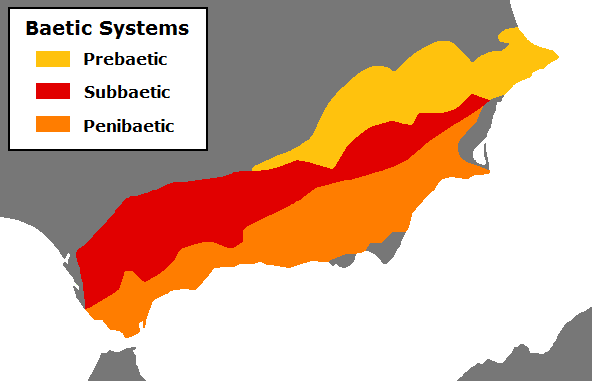
Die drei Teile des Kordillerensystems